# Pellegrino da Città di Castello
Pellegrino da Città di Castello (Città di Castello, metà del XIII secolo – Quanzhou, 7 luglio 1322) è stato un vescovo cattolico italiano.

## Biografia
Non abbiamo di lui notizie anteriori alla sua elezione a vescovo fatta da papa Clemente V il 23 luglio 1307 con la bolla Rex regum.
Nato nella metà del Duecento a Città di Castello, fu religioso della Provincia umbra dell'Ordine francescano. Fu consacrato insieme ad altri cinque confratelli nominati contemporaneamente da Clemente V per a sostenere la missione cinese intrapresa dal minorita Giovanni da Montecorvino che avrebbero dovuto consacrare vescovo. Si tratta dei frati minori Andrea da Perugia, Gerardo Albuini, Nicola di Banzi, Ulrico di Seyfridsdorf e Guglielmo da Villanova.
La partenza per la Cina avvenne presumibilmente alla fine dello stesso 1307 con la presenza di un settimo vescovo francescano, Andreuccio da Assisi, che il papa nominò in sostituzione di Guglielmo da Villanova che non partì col gruppo. Lungo il viaggio morirono i vescovi Nicola, Andreuccio e Ulrico.
Tra il 1309 e il 1313 - le ipotesi sono discordanti - Pellegrino e gli altri superstiti giunsero a Khanbaliq dove compirono la loro missione consacrando vescovo Giovanni da Montecorvino e istituendo così la prima gerarchia cattolica in Cina.
Pellegrino e Andrea si trattennero a Khambaliq per cinque anni sotto la guida del Montecorvino. Gerardo invece fu mandato a Zayton, dove morirà e verrà sostituito da Pellegrino che, poco dopo il suo insediamento, indirizzerà ai confratelli della Vicaria di Oriente una lettera datata 30 dicembre 1318. Lì verrà presto raggiunto da Andrea che, testimone della sua morte avvenuta il 7 luglio 1322, gli succederà nel governo della diocesi.